# Брейди, Патрик Генри

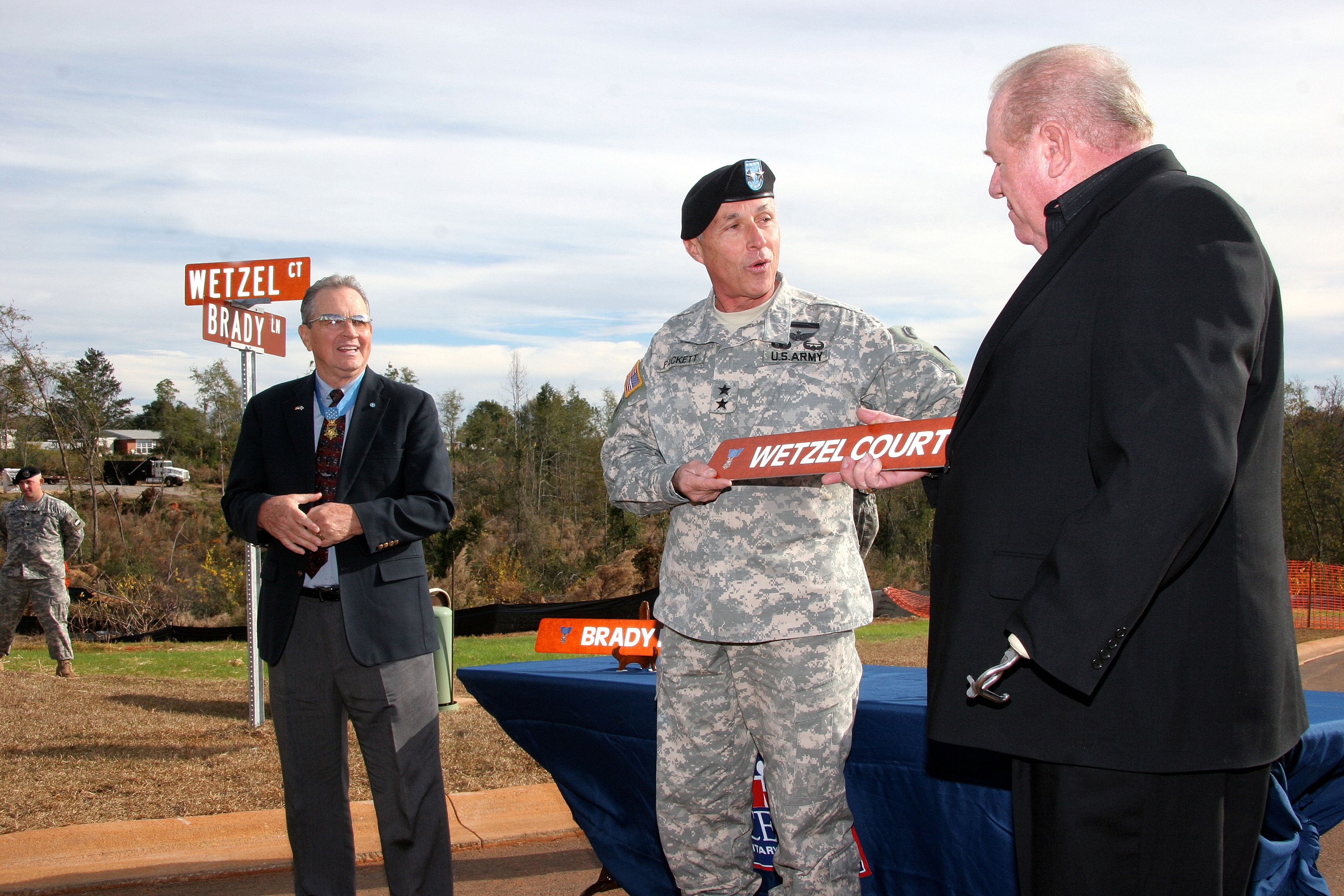
Патрик Брейди (слева), генерал-майор Вирджил Пакетт и Гарри Уэцел (справа) на церемонии названия улиц в их честь в Форт-Ракер, штат Алабама, 2007 год

Патрик Генри Брейди (англ. Patrick Henry Brady; род. 1 октября 1936) — генерал-майор армии США в отставке. Во время службы пилотом вертолёта в ходе Вьетнамской войны удостоился высочайшей американской военной награды — медали Почёта.

## Биография
Окончил хай-скул для мальчиков О’Ди управляемую конгрегацией Братьев-христиан в г. Сиэтл, штат Вашингтон. Во время учёбы активно занимался спортом.
Во время учёбы в университете Сиэтла Брейди с большой неохотой занимался на обязательных курсах подготовки офицеров резерва (ROTC) и был отчислен оттуда. Однако он понял, что всё равно будет призван в армию после окончания учёбы и снова поступил на курсы ROTC, чтобы пойти на военную службу в звании офицера. По окончании университета он был зачислен в звании второго лейтенанта в Медицинский корпус армии 20 марта 1959 года а 4 апреля того же года перешёл на действительную службу. С сентября 1959 по август 1961 года он служил в Западном Берлине в составе 6-й пехотной бригады. В августе 1961 года Брейди стал офицером автопарка госпиталя 279-й станции в Западном Берлине. С июня по октябрь 1962 года он был командиром подразделения. В декабре 1963 года Брейди окончил лётную школу армии США в Форт-Ракер, штат Алабама. В январе 1964 года Брейди прибыл во Вьетнам.
Во время своего первого срока во Вьетнаме с января 1964 года по январь 1965 года капитан Брейди служил пилотом медицинской эвакуации раненых 57-го медицинского отряда (Вертолёт скорой помощи) его командиром был майор Чарльз Келли. После смерти Келли 1 июля 1964 года Брейди принял командование над отрядом А 57-го медицинского отряда на аэродроме Сок Чянг. На следующий день командир выложил пулю, погубившую майора Келли на стол капитана Брейди и спросил, не прекратят ли они летать столь агрессивно. Брейди подобрал пулю и ответил: «Мы собираемся летать, так как нас научил Келли, без колебаний, всегда и везде».
Во время своего второго срока во Вьетнаме с 1967 по 1968 год майор Брейди стал заместителем командира 54-го медицинского отряда и удостоился медали Почёта. В ходе своих двух сроков в Южном Вьетнаме Брейди совершил свыше 2 тыс. боевых вылетов и вывез более 5 тыс. раненых.
Брейди ушёл из армии в звании генерал-майора 1 сентября 1993 года после 34 лет службы.

## Наградные цитаты

### Медаль Почёта
Ранг и часть: Майор, армия США, медицинский корпус, 54-й медицинский отряд, 67-я медицинская группы, 44-я медицинская бригада.
Место и дата: близ Чу Лай, Республика Вьетнам, 6 января 1968 года.
Поступил на службу: Сиэтл, Вашингтон
Родился: 1 октября 1936, Филипп, Южная Дакота
За выдающуюся храбрость и отвагу в бою, проявленные с риском для жизни при выполнении и перевыполнении долга службы майор БРЕЙДИ отличился в ходе службы в республике Вьетнам, командуя вертолётом скорой медицинской помощи UH-1H. Он вызвался вывезти раненых с контролируемой врагом территории, которая по сообщениям была хорошо защищена и затянута туманом. Чтобы добраться до места, он спустился сквозь густой туман и дым и завис над тропой в долине, поворачивая вертолёт, чтобы сдуть туман обратным потоком воздуха от лопастей винта. Несмотря на беспрепятственный огонь противника с близкого расстояния, он нашел опасно маленькую площадку, где успешно приземлился и вывез двух тяжелораненых южновьетнамских солдат. Затем он получил вызов в другую область, где пострадавшие американцы лежали в 50 метрах от позиций противника. Ранее в этот день были сбиты два вертолёта, другим не удалось приземлиться на этом участке. С непревзойдённым мастерством и необычайным мужеством майор БРЕЙДИ совершил 4 вылета в эту боевую зону и успешно вывез всех раненых. В ходе третьей миссии в этот день майор Брейди снова совершил посадку на площадке, окружённой врагом. Союзные войска были прижаты к земле вражеским огнём и не могли достичь и обезопасить зону высадки. Хотя его вертолёт был сильно повреждён, а контрольные системы были уничтожены вражеским огнём в ходе первого полёта в эту боевую зону, Брейди вернулся спустя несколько минут и вывез оставшихся раненых. Вскоре после этого, получив другой вертолёт, майор БРЕЙДИ получил просьбу приземлиться на минном поле, где взвод американских солдат оказался в ловушке. Близ его вертолёта взорвалась мина, два члена экипажа получили ранения, вертолёт повреждён. Несмотря на это он смог вывезти шестерых тяжелораненых. В ходе этого дня майор БРЕЙДИ на трёх вертолётах вывез 51 тяжелораненого солдата, многие из них погибли бы, не получив медицинскую помощь. Своей храбростью майор БРЕЙДИ поддержал высочайшие традиции военной службы и принёс великую честь себе и армии США.
Оригинальный текст (англ.)
Patrick Brady's Medal of Honor citation reads:
Rank and organization: Major, U.S. Army, Medical Service Corps, 54th Medical Detachment, 67th Medical Group, 44th Medical Brigade.
Place and date: Near Chu Lai, Republic of Vietnam, January 6, 1968.
Entered service at: Seattle, Washington
Born: October 1, 1936, Philip, South Dakota

For conspicuous gallantry and intrepidity in action at the risk of his life above and beyond the call of duty, Maj. BRADY distinguished himself while serving in the Republic of Vietnam commanding a UH-1H ambulance helicopter, volunteered to rescue wounded men from a site in enemy held territory which was reported to be heavily defended and to be blanketed by fog. To reach the site he descended through heavy fog and smoke and hovered slowly along a valley trail, turning his ship sideward to blow away the fog with the backwash from his rotor blades. Despite the unchallenged, close-range enemy fire, he found the dangerously small site, where he successfully landed and evacuated 2 badly wounded South Vietnamese soldiers. He was then called to another area completely covered by dense fog where American casualties lay only 50 meters from the enemy. Two aircraft had previously been shot down and others had made unsuccessful attempts to reach this site earlier in the day. With unmatched skill and extraordinary courage, Maj. BRADY made 4 flights to this embattled landing zone and successfully rescued all the wounded. On his third mission of the day Maj. Brady once again landed at a site surrounded by the enemy. The friendly ground force, pinned down by enemy fire, had been unable to reach and secure the landing zone. Although his aircraft had been badly damaged and his controls partially shot away during his initial entry into this area, he returned minutes later and rescued the remaining injured. Shortly thereafter, obtaining a replacement aircraft, Maj. BRADY was requested to land in an enemy minefield where a platoon of American soldiers was trapped. A mine detonated near his helicopter, wounding 2 crew members and damaging his ship. In spite of this, he managed to fly 6 severely injured patients to medical aid. Throughout that day Maj. BRADY utilized 3 helicopters to evacuate a total of 51 seriously wounded men, many of whom would have perished without prompt medical treatment. Maj. BRADY'S bravery was in the highest traditions of the military service and reflects great credit upon himself and the U.S. Army.— 

### Крест «За выдающиеся заслуги»
Президент Соединённых штатов Америки, уполномоченный актом Конгресса от 9 июля 1915 года (с поправками согласно акту от 25 июля 1963 года) с удовольствием вручает крест «За выдающиеся заслуги» майору (медицинского корпуса) Патрику Генри Брейди (ASN: 0-88015), армия США за необычайный героизм в связи с боевыми действиями в ходе конфликта с вооружёнными враждебными силами в республике Вьетнам, в ходе службы в 54-м медицинском отряде (вертолётная скорая помощь) 74-й медицинский батальон, 67-я медицинская группа, 44-я медицинская бригада. Майор Брейди отличился благодаря исключительно храбрым действиям 2 и 3 октября 1967 года в качестве пилота вертолёта скорой помощи в спасательной миссии близ Там Ку. Союзные силы запросили эвакуацию нескольких тяжелораненых солдат с посадочной зоны в горах, покрытых джунглями и майор Брейди вызвался на эту спасательную миссию, несмотря на сильную бурю, вынудившую авиацию оставаться на земле. Используя инструменты и радар он прилетел в зону боёв и стал снижаться в небольшую посадочную зону, освещённую вспышками. Несмотря на ограниченную видимость в пределах нескольких футах от вертолёта он умело сманеврировал к союзным силам, загрузил свой вертолёт до предела и незамедлительно вылетел по направлению к госпиталю. Буря усилилась, вылеты стали чрезвычайно опасными, но он вернулся к месту посадки и еще раз попытался приземлиться. Когда он подлетел к зоне высадки, противник открыл по нему плотный огонь из пулемётов и автоматов. С полным пренебрежением к собственной безопасности он в течение 45 минут летал на низкой высоте, пока не обнаружил союзные силы. Ведя вертолёт по вспышкам вражеского обстрела он приземлился в зоне высадки, преодолев завесу огня и погрузил восьмерых раненых. Он быстро отвёз раненых в госпиталь и снова вернулся чтобы подобрать оставшихся раненых и доставить их в безопасное место. Благодаря его бесстрашным действиям была выполнена быстрая и успешная эвакуация раненых солдат. Своим необычайным героизмом и посвящением долгу майор Брейди поддержал высочайшие традиции военной службы и принёс великую славу себе, своей части и армии США.
Оригинальный текст (англ.) 
The President of the United States of America, authorized by Act of Congress, July 9, 1918 (amended by act of July 25, 1963), takes pleasure in presenting the Distinguished Service Cross to Major (Medical Service Corps) Patrick Henry Brady (ASN: 0-88015), United States Army, for extraordinary heroism in connection with military operations involving conflict with an armed hostile force in the Republic of Vietnam, while serving with 54th Medical Detachment (Helicopter Ambulance), 74th Medical Battalion, 67th Medical Group, 44th Medical Brigade. Major Brady distinguished himself by exceptionally valorous actions on 2 and 3 October 1967 as pilot of an ambulance helicopter on a rescue mission near Tam Ky. A friendly force requested extraction of several seriously wounded soldiers from a mountainous jungle landing zone, and Major Brady volunteered to attempt the rescue although heavy storms had grounded numerous aircraft in the area. Flying by instruments and radar, he arrived in the area of engagement and began a vertical descent into the tight landing zone by the light of flares. Unable to see more than a few feet outside his aircraft, he skillfully maneuvered to the friendly forces, loaded his ship to capacity and quickly flew to the hospital. The storm increased in intensity and made flying extremely hazardous, but he returned to the pickup site and once more attempted to land. As he approached the area, enemy forces directed devastating machine gun and automatic weapons fire at him. Completely disregarding his personal welfare, he flew low over the area for forty-five minutes before he located the friendly forces. Guiding himself by the flashes of the enemy weapons, he flew into the landing zone through a curtain of fire and loaded eight patients. He quickly flew the patients to the hospital, and once more returned to pick up the remaining casualties and carry them to safety. His fearless actions were responsible for the rapid and successful evacuation of several wounded fellow soldiers. Major Brady's extraordinary heroism and devotion to duty were in keeping with the highest traditions of the military service and reflect great credit upon himself, his unit, and the United States Army.

## Награды
Army Master Aviator
|                                                                   | Медаль Почёта                                                                 |
|                                                                   | Крест «За выдающиеся заслуги»                                                 |
| Бронзовый пучок дубовых листьев                                   | армейская медаль «За выдающуюся службу» с бронзовым дубовым листом            |
|                                                                   | Медаль «За отличную службу»                                                   |
|                                                                   | Орден «Легион почёта»                                                         |
| Серебряный пучок дубовых листьев                                  | Крест лётных заслуг с серебряным дубовым листом                               |
| Литера «V» · Бронзовый пучок дубовых листьев                      | Бронзовая звезда with V device с бронзовым дубовым листом                     |
|                                                                   | Пурпурное сердце                                                              |
| Бронзовый пучок дубовых листьев · Бронзовый пучок дубовых листьев | Медаль «За похвальную службу» с двумя бронзовыми дубовыми листьями            |
|                                                                   | Медаль военно-воздушных сил с литерой «V» и номером медали 52                 |
| Бронзовый пучок дубовых листьев                                   | Армейская похвальная медаль с бронзовым дубовым листом                        |
|                                                                   | Медаль «За службу в оккупационной армии»                                      |
| Бронзовая звезда за службу                                        | Медаль «За службу национальной обороне» с бронзовой звездой за службу         |
| Бронзовая звезда за службу                                        | Армейская медаль экспедиционных вооружённых сил с бронзовой звездой за службу |
| Серебряная звезда за службу                                       | Медаль «За службу во Вьетнаме» с серебряной звездой за службу                 |
|                                                                   | Медаль «За защиту Кореи»                                                      |
|                                                                   | Army Service Ribbon                                                           |
|                                                                   | Army Overseas Service Ribbon с номером медали 5                               |
|                                                                   | Крест «За храбрость» (Южный Вьетнам) с пальмовым листом                       |
|                                                                   | Медаль «За кампанию во Вьетнаме» (Южный Вьетнам)                              |

 Army Meritorious Unit Commendation
 Крест «За храбрость» для подразделения
 Expert Marksmanship Badge с пряжками «карабин» и «пистолет»
 Air Assault Badge

## Другие почести
- Председатель организации Citizens Flag Alliance[2]
- Зал славы ассоциации медицинской эвакуации 17 февраля 2001 года, форт Сэм Хьюстон, Техас[7]
- Золотая медаль, форт Сэм AFB, Сан Антонио, Техас, день ветеранов 11 ноября 2015 года.